# Лангдан (Канзас)
Лангдан (енгл. Langdon) град је у америчкој савезној држави Канзас.

## Демографија
По попису из 2010. године број становника је 42, што је 30 (-41,7%) становника мање него 2000. године.
| Група             | 2000.      | 2010.      |
| Белци             | 67 (93,1%) | 40 (95,2%) |
| Афроамериканци    | 0 (0,0%)   | 0 (0,0%)   |
| Азијати           | 0 (0,0%)   | 0 (0,0%)   |
| Хиспаноамериканци | 1 (1,4%)   | 0 (0,0%)   |
| Укупно            | 72         | 42         |